# Irina Grekova
Jelena Szergejevna Ventcel (Елена Сергеевна Долгинцева, leánykori nevén Dolginceva; Reval, 1907. március 21. – Moszkva, 2002. április 15.) Irina Grekova (gyakran I. Grekova névre rövidítve, И. Грекова) néven ismert, orosz író és matematikus. Ph.D fokozatot szerzett matematikából, és számos nagy hatású tankönyvet írt a valószínűségszámításról, a játékelméletről és az operációkutatásról.

## Életrajz
Revalban (ma Tallinn, Észtország) született. Apja, Szergej Fjodorovics Dolgincev matematikát, anyja irodalmat tanított. Szergej Fjodorovics úgy vélte, hogy a felsőbb matematika egyszerűbb, mint az elemi, és leányának leckéket kezdett adni, amikor ő még csak hét-nyolc éves volt.
1923-ban, tizenhat évesen beiratkozott a Petrográdi Egyetemre (ma Szentpétervári Állami Egyetem), ahol többek között Borisz Gyelone, Ivan Vinogradov, Gurij Koloszov és Grigorij Fichtengolc volt a tanára. 1929-ben diplomázott a Leningrádi Egyetem Fizikai és Matematikai Karán.
1935 és 1969 között a Zsukovszkij Légierő Mérnöki Akadémián, majd 1969 és 1987 között a Moszkvai Állami Vasútmérnöki Egyetem Alkalmazott Matematika Tanszékén dolgozott. 1962-ben kezdett prózát írni, majd 1967-ben tagja lett a Szovjet Írók Szövetségének.
Férje, Dmitrij Ventcel vezérőrnagy és a Légierő Akadémia ballisztikai osztályának vezetője volt. Gyermekei: Leánya, Tatyjana Dmitrijevna Ventcel (1931-2012) matematikus; fia, Alexander D. Wentzell (1937-) orosz-amerikai matematikus; valamint Mihail Dmitrijevics Ventcel (1939-1990).
2003-ban A háziasszony című regényéből Áldd meg a nőt címmel filmet forgattak; rendezte: Sztanyiszlav Govoruhin.
Violeta Nyikolajevna Volkova (1936, a műszaki tudományok kandidátusa, a Szentpétervári Állami Műszaki Egyetem professzora) Ventcel valószínűségszámítási tankönyvét „minden idők legjobbjának” nevezte.
2002. április 15-én halt meg Moszkvában, 96 évesen. Sírja a moszkvai Új Donszkoj temetőben van (Новое Донское кладбище).

## Művei
- За проходной (Az ellenőrző pont mögött, 1962)
- Дамский мастер (A hölgyfodrász, 1963)
- Под фонарём (Lámpa alatt, 1965)
- На испытаниях (Kísérlet, 1967)
- Маленький Гарусов (Kis Garuszov, 1970)
- Кафедра] (A tanszék, 1978)
- Вдовий пароход (Özvegyek hajója, 1981) [5]
- Пороги (Küszöbök, 1981)
- Свежо предание (Friss hagyomány 1962-ben íródott, 1995-ben jelent meg), ISBN 5-94663-043-1
- Хозяйка гостиницы (A háziasszony, 1976)
- Перелом (Törés, 1987)
- Фазан (Fácán)

### Tankönyvek
- Элементарный курс теории вероятностей в применении к задачам стрельбы и бомбометания – Valószínűségelmélet elemi kurzusa hadi célokra, 1945.
- Элементы теории игр – A játékelmélet elemei – 2. kiadás – 1961
- Элементы динамического программирования – A dinamikus programozás elemei – Nauka, 1961
- Введение в исследование операций – Bevezetés az operációkutatásba, 1964
- Теория вероятностей – Valószínűségelmélet – 4. kiadás – Nauka, 1969
- Вентцель Е.С., Овчаров Л.А.: Теория вероятностей: Задачи и упражнения – Valószínűségelmélet: Feladatok és gyakorlatok – Nauka, 1969
- Вентцель Е.С., Овчаров Л.А.: Прикладные задачи теории вероятностей – A valószínűségszámítás alkalmazott problémái, 1983
- Исследование операций: задачи, принципы, методология – Operációkutatás: problémák, alapelvek, módszertan – 2. kiadás – 1988
- Вентцель Е.С., Овчаров Л.А.: Теория вероятностей и её инженерные приложения – Valószínűségelmélet és mérnöki alkalmazásai – 2. kiadás – 2000
- Вентцель Е.С., Овчаров Л.А.: Теория случайных процессов и её инженерные приложения – A véletlen folyamatok elmélete és mérnöki alkalmazásai – 2. kiadás – 2000

### Magyarul
- Kísérlet – regény, Európa, Budapest, 1969 · Fordította: Nikodémusz Elli
- A hölgyfodrász – elbeszélések, Európa Könyvkiadó, Budapest, 1970 (Európa zsebkönyvek) · ISSN 0324-2722 · Fordította: Bárány György, Ferencz Győző, Nikodémusz Elli, Szabó Mária [6]
- A tanszék. Kisregény (Kafedra), Európa, Budapest, 1981 (Európa zsebkönyvek) · ISBN 9630720558 · Fordította: Nikodémusz Elli [7]
- Rothschild hegedűje – in: Rothschild hegedűje. Szovjet írók új elbeszélései, Európa, Budapest, 1983 · ISBN 963-07-3003-0 · Fordította: Nikodémusz Elli

### Angolul
- Wentzel E. Probability Theory (first steps) (Imported Pubn, 1975) ISBN 082853196X ISBN 978-0828531962
- Elena S. Wentzel Operations Research MIR, 1983 ISBN 5030002278 ISBN 978-5030002279
- E. Wentzel and L. Ovcharov Applied Problems in Probability Theory, Mir Publishers, 1987 ISBN 0828533229 ISBN 978-0828533225

## Fordítás
- Ez a szócikk részben vagy egészben  az   Irina_Grekova című angol Wikipédia-szócikk fordításán alapul.  Az eredeti cikk szerkesztőit annak laptörténete sorolja fel. Ez a jelzés csupán a megfogalmazás eredetét és a szerzői jogokat jelzi, nem szolgál a cikkben szereplő információk forrásmegjelöléseként.